# Liste der Monuments historiques in Saint-Priest-la-Marche
Die Liste der Monuments historiques in Saint-Priest-la-Marche führt die Monuments historiques in der französischen Gemeinde Saint-Priest-la-Marche auf.

## Liste der Objekte
| Bezeichnung               | Beschreibung                   | Standort                       | Kennzeichnung | Schutzstatus | Datum | Bild |
| ------------------------- | ------------------------------ | ------------------------------ | ------------- | ------------ | ----- | ---- |
| Skulptur Madonna mit Kind | Stein, polychrom gefasst, 1639 | in der Kirche St-Priest (Lage) | PM18000489    | Classé       | 2001  |      |